# Eerste divisie (mannenhandbal) 2010/11
De eerste divisie is de op een na hoogste afdeling van het Nederlandse handbal bij de heren op landelijk niveau. In het seizoen 2010/2011 werd Hellas kampioen en promoveerde naar de eredivisie. Univé/Achilles en TB Europe/MHV '81 degradeerde naar de hoofdklasse.

## Opzet
- De kampioen promoveert rechtstreeks naar de eredivisie (mits er niet al een hogere ploeg van dezelfde vereniging in de reguliere eredivisie speelt).
- De ploegen die als een-na-laatste (dertiende) en laatste (veertiende) eindigen degraderen rechtstreeks naar de hoofdklasse.
- Het seizoen wordt onderverdeeld in vier perioden van respectievelijk 6, 7, 7 en 6 wedstrijden. De ploeg die in een periode de meeste punten behaalt, is periodewinnaar en verkrijgt het recht om deel te nemen aan de zogenaamde nacompetitie. Indien de uiteindelijke kampioen, een ploeg die niet mag promoveren, of een degradant een periode wint, wordt het recht tot deelname aan de nacompetitie overgedragen aan het hoogst geklasseerde team in de eindrangschikking dat nog niet aan de nacompetitie deelneemt. In de nacompetitie spelen deze vier ploegen uit de eerste divisie tegen elkaar, de winnaar uit deze nacompetitie speelt een tweetal wedstrijden tegen de nummer 11 van de eredivisie om één plaats in de eredivisie.

Er promoveert dus zeker één ploeg, en mogelijk een tweede ploeg via de nacompetitie. Verder degraderen er twee ploegen.

## Teams
| Ploeg                  | Plaats         | Provincie     |
| ---------------------- | -------------- | ------------- |
| FIQAS/Aalsmeer 2       | Aalsmeer       | Noord-Holland |
| Univé/Achilles         | Apeldoorn      | Gelderland    |
| Eurotech/Bevo HC 2     | Panningen      | Limburg       |
| Hellas                 | Den Haag       | Zuid-Holland  |
| Hercules               | Den Haag       | Zuid-Holland  |
| Internos               | Etten-Leur     | Noord-Brabant |
| Vos Investment/Lions 2 | Sittard-Geleen | Limburg       |
| TB Europe/MHV '81      | Mill           | Noord-Brabant |
| Venus/Nieuwegein       | Nieuwegein     | Utrecht       |
| PSV                    | Eindhoven      | Noord-Brabant |
| Tachos                 | Waalwijk       | Noord-Brabant |
| Wagon Care/Ventura     | Schiedam       | Zuid-Holland  |
| KRAS/Volendam 2        | Volendam       | Noord-Holland |
| White Demons           | Berkel-Enschot | Noord-Brabant |

## Reguliere competitie
| Pos | Club                   | Wed | W  | G | V  | Ptn | DV  | DT  | +/−  | Opmerking                                                       |
| --- | ---------------------- | --- | -- | - | -- | --- | --- | --- | ---- | --------------------------------------------------------------- |
| 1   | Hellas                 | 26  | 23 | 0 | 3  | 46  | 778 | 592 | +186 | Rechtstreekse promotie naar eredivisie                          |
| 2   | Hercules               | 26  | 18 | 3 | 5  | 39  | 752 | 661 | +91  | (Vervangende) periodekampioen; gekwalificeerd voor nacompetitie |
| 3   | Venus/Nieuwegein       | 26  | 19 | 1 | 6  | 39  | 743 | 681 | +62  | (Vervangende) periodekampioen; gekwalificeerd voor nacompetitie |
| 4   | Vos Investment/Lions 2 | 26  | 17 | 3 | 6  | 37  | 777 | 653 | +124 |                                                                 |
| 5   | FIQAS/Aalsmeer 2       | 26  | 14 | 4 | 8  | 32  | 799 | 722 | +77  |                                                                 |
| 6   | White Demons           | 26  | 16 | 0 | 10 | 32  | 623 | 621 | +2   | (Vervangende) periodekampioen; gekwalificeerd voor nacompetitie |
| 7   | Wagon Care/Ventura     | 26  | 15 | 0 | 11 | 30  | 735 | 721 | +14  | (Vervangende) periodekampioen; gekwalificeerd voor nacompetitie |
| 8   | Eurotech/Bevo HC 2     | 26  | 13 | 3 | 10 | 29  | 703 | 682 | +21  |                                                                 |
| 9   | KRAS/Volendam 2        | 26  | 12 | 3 | 11 | 27  | 733 | 725 | +8   |                                                                 |
| 10  | Internos               | 26  | 7  | 2 | 17 | 16  | 681 | 807 | −126 |                                                                 |
| 11  | PSV                    | 26  | 6  | 1 | 19 | 13  | 665 | 745 | −80  |                                                                 |
| 12  | Tachos                 | 26  | 4  | 4 | 18 | 12  | 649 | 698 | −49  |                                                                 |
| 13  | Univé/Achilles         | 26  | 3  | 0 | 23 | 6   | 605 | 769 | −164 | Degradatie naar hoofdklasse                                     |
| 14  | TB Europe/MHV '81      | 26  | 3  | 0 | 23 | 6   | 526 | 692 | −166 | Degradatie naar hoofdklasse                                     |

## Nacompetitie
| Pos | Club               | Wed | W | G | V | Ptn | DV  | DT  | +/− | Opmerking                                                 |
| --- | ------------------ | --- | - | - | - | --- | --- | --- | --- | --------------------------------------------------------- |
| 1   | Venus/Nieuwegein   | 6   | 4 | 1 | 1 | 9   | 177 | 165 | +12 | Promotiewedstrijden tegen de nummer elf van de eredivisie |
| 2   | Hercules           | 6   | 4 | 0 | 2 | 8   | 174 | 152 | +22 |                                                           |
| 3   | White Demons       | 6   | 3 | 0 | 3 | 6   | 145 | 150 | −5  |                                                           |
| 4   | Wagon Care/Ventura | 6   | 1 | 0 | 5 | 1   | 152 | 181 | −29 |                                                           |

## Promotie-/degradatiewedstrijden
Eerste wedstrijd
| 26 mei 2011 | Venus/Nieuwegein | 30 - 28 | HARO Rotterdam |  |
| 26 mei 2011 |                  |         |                |  |
| 26 mei 2011 |                  |         |                |  |

Tweede wedstrijd; HARO Rotterdam heeft gewonnen en blijft in de eredivisie.
| 4 juni 2011 | HARO Rotterdam | 34 - 25 | Venus/Nieuwegein |  |
| 4 juni 2011 |                |         |                  |  |
| 4 juni 2011 |                |         |                  |  |